# Agave ajoensis
Espèce
Agave ajoensis est une espèce de plantes du genre Agave.